# Ołeksandr Iwaszczenko
Ołeksandr Wołodymyrowycz Iwaszczenko, ukr. Олександр Володимирович Іващенко (ur. 19 lutego 1985) – ukraiński piłkarz, grający na pozycji napastnika.

## Kariera piłkarska

### Kariera klubowa
Wychowanek Szkoły Piłkarskiej Dynama Kijów. W 2002 roku rozpoczął karierę piłkarską w trzeciej drużynie Dynama Kijów. W 2004 występował w drugoligowym zespole Ełektron Romny. W 2005 podpisał kontrakt z Obołonią Kijów. Na początku 2006 przeszedł do Krywbasa Krzywy Róg, w składzie którego 5 marca 2006 debiutował w Wyższej lidze. W sezonie 2008/2009 w pierwszej połowie grał w Illicziwcu Mariupol, a w drugiej połowie w Arsenale Kijów. Latem 2009 powrócił do Obołoni Kijów, a w lipcu 2010 zgodził się na propozycję byłego trenera Obołoni Jurija Maksymow na przejście do Krywbasa Krzywy Róg, w którym występował do lata 2013. Po rozformowaniu klubu latem 2013 powrócił do Obołoni, który zmienił nazwę na Obołoń-Browar Kijów. 11 lutego 2014 przeszedł do FK Ołeksandrija.

### Kariera reprezentacyjna
W 2005 bronił barw młodzieżowej reprezentacji Ukrainy U-21.

## Sukcesy i odznaczenia

### Sukcesy klubowe
- brązowy medalista Ukraińskiej Pierwszej Lihi: 2006